# Christine Pirès-Beaune
Christine Pirès-Beaune, née le 6 octobre 1964 à Saint-Georges-de-Mons (Puy-de-Dôme), est une femme politique française, membre du Parti socialiste. Elle est députée de la deuxième circonscription du Puy-de-Dôme depuis juin 2012.

## Biographie
Les parents de Christine Pirès-Beaune émigrent du Portugal en France en 1960. Son père est ouvrier dans la métallurgie, chez Aubert & Duval, aux Ancizes. En 1984, elle obtient un DUT de gestion des entreprises et administrations à l'université Clermont-Ferrand-I.
Christine Pirès-Beaune travaille au Syndicat mixte d'aménagement et de développement des Combrailles avec Jean Michel et Claude Passavy. De 1998 à 2004, elle est chef de cabinet de Pierre-Joël Bonté, le président du Conseil général du Puy-de-Dôme. En 2004, Pierre-Joël Bonté est élu président du Conseil régional d'Auvergne et Christine Pires Beaune reste sa chef de cabinet.
À la mort de Pierre-Joël Bonté, en janvier 2006, Christine Pirès-Beaune devient directrice des services financiers de la ville de Riom, puis directrice générale des services de la ville en 2010.
Christine Pirès-Beaune se présente pour la première fois au suffrage universel sur la liste socialiste à Volvic en 2008. La liste socialiste est battue mais Christine Pires Beaune est élue d'opposition au conseil municipal. Elle est par la suite élue en 2014 conseillère municipale de Ménétrol sur une liste d'union de la gauche qui remporte l'élection.

### Députée du Puy-de-Dôme
Christine Pirès-Beaune est la candidate socialiste pour la deuxième circonscription du Puy-de-Dôme (agglomération de Riom, Nord-Limagne et Combrailles) lors de l'élection législative de juin 2012. Au premier tour, elle arrive en tête avec 38,77 % des voix, devant son adversaire UMP Lionel Muller (26,39 % des voix). Elle l'emporte au second tour avec 59,52 % des voix .
Elle siège à la commission des Finances de l'Assemblée nationale. Elle est rapporteur spécial de la Commission des Finances chargée de la mission « relations avec les collectivités territoriales — avances aux collectivités territoriales ».
En 2017, elle participe à l'élaboration du Livre blanc sur l'immobilier pénitentiaire, sous la présidence de Jean-René Lecerf.
Christine Pirès-Beaune est réélue députée de cette même circonscription le 18 juin 2017 avec 63,21 % des voix face au candidat de la République en Marche (REM) Mohand Hamoumou, alors que ce dernier la devançait de plus de deux points au premier tour (29,87 contre 27,27 % des voix).
Dans ce mandat 2017-2022, elle est active à la commission des Finances et à la Délégation aux collectivités territoriales et à la décentralisation de l'Assemblée notamment sur les questions des finances des collectivités territoriales, où elle rend un rapport transpartisan avec le député de l'Indre François Jolivet (LREM) en faveur d'une évolution du pilotage de la dotation de soutien à l'investissement local,. Elle rend également plusieurs rapports favorables au déploiement régulé des aviseurs fiscaux, afin de soutenir la lutte contre la fraude fiscale. Elle porte de même, comme rapporteure, une proposition de loi pour réformer les droits de succession, avec pour objectif de mieux faire contribuer les patrimoines les plus importants et atténuer ces obligations fiscales pour les ménages des classes moyennes. Elle soutient différentes actions et projets dans sa circonscription, dont certains dossiers et sujets avec des collègues de différents bords politiques,.
Réélue en juin 2022, elle devient porte-parole du  Groupe parlementaire socialiste dès le début de la seizième législature fin juin 2022 avec son homologue du Calvados Arthur Delaporte.
Christine Pirès-Beaune est réélue lors des élections législatives anticipées de 2024. Elle l'emporte au second tour avec 56,6 % des voix face à Isabelle Dupré, candidate du Rassemblement national. Le 19 juillet, elle est élue questeure de l'Assemblée.

## Synthèse des résultats électoraux

### Élections législatives
| Année | Parti  | Parti | Circonscription   | 1er tour | 1er tour | 1er tour | 2d tour | 2d tour | 2d tour | Issue |
| Année | Parti  | Parti | Circonscription   | Voix     | %        | Rang     | Voix    | %       | Rang    | Issue |
| ----- | ------ | ----- | ----------------- | -------- | -------- | -------- | ------- | ------- | ------- | ----- |
| 2012  |        | PS    | 2e du Puy-de-Dôme | 20 299   | 38,77    | 1re      | 30 454  | 59,52   | 1re     | Élue  |
| 2017  | 12 536 | PS    | 2e du Puy-de-Dôme | 27,27    | 2e       | 24 936   | 63,21   | 1re     | Élue    |       |
| 2022  | 20 055 | PS    | 2e du Puy-de-Dôme | 41,84    | 1re      | 26 613   | 63,84   | 1re     | Élue    |       |
| 2024  | 23 175 | PS    | 2e du Puy-de-Dôme | 36,20    | 1re      | 34 546   | 56,63   | 1re     | Élue    |       |

## Mandats électifs
- Conseillère municipale (PS) de Volvic de 2008 à 2014.
- Conseillère municipale (PS) de Ménétrol de 2014 à 2020.
- Conseillère municipale (PS) de Riom et conseillère communautaire de la communauté d'agglomération Riom Limagne et Volcans depuis le 28 juin 2020.
- Députée de la deuxième circonscription du Puy-de-Dôme depuis 2012.
- Questeure de l'Assemblée nationale depuis 2024.